# K-POPアイドル!登龍門
K-POPアイドル!登龍門（ケイポップアイドル とうりゅうもん）は、首都圏トライアングル加盟3局（テレビ神奈川・千葉テレビ放送・テレビ埼玉）で放送されていた、K-POPの音楽番組である。

## 概要
タイトルに「登龍門」とあるように、K-POPアーティストの中でも新人アーティスト（日本ではまだ多く活動していないアーティスト）をとりあげた番組。番組開始当初の2011年10月は、こうした新人アーティストのPVを流し続けていた。2011年11月からは、新人K-POPアーティストの中から1組を2週にわたり密着取材し、活動の様子を伝える。
なお、首都圏トライアングル加盟3局での共同制作レギュラー放送は、2010年12月に放送終了した『中央競馬ワイド中継・中央競馬ハイライト』以来9ヶ月ぶりである。ただし、『ワイド中継』『ハイライト』同様、「首都圏トライアングル」のロゴは番組内では表示されない。元々土曜23時台は『ハイライト』の枠でもあった。
2012年9月で番組終了（ただし、「終」マークはついておらず、番組内でも終了の告知は特にされていない）。10月以降は新たなK-POP関連番組『K-POP LAB.』としてリニューアルされた。

## 出演アーティスト
- CHI-CHI（2011年11月5日、2011年11月12日）
- BoM（2011年11月19日、2011年11月26日）
- Wind Hold Venus（2011年12月3日、2011年12月10日）
- Brave Girls（2011年12月17日、2011年12月24日）
- BB.BOYS（2012年1月7日[3]、1月14日）
- N-Train（2012年1月21日、1月28日）
- INY（2012年2月4日、2月11日）
- New.F.O（2012年2月18日、2月25日）
- F.I.X（2012年3月3日、3月10日）
- Sunny Hill（2012年3月17日、3月24日）

## 放送時間
| 放送対象地域 | 放送局                     | 系列                                      | 放送時間                                | 備考                   |
| ------------ | -------------------------- | ----------------------------------------- | --------------------------------------- | ---------------------- |
| 神奈川県     | テレビ神奈川（tvk）        | JAITS （首都圏トライアングル） 共同制作局 | 毎週土曜日 23:00 - 23:30 （同時ネット） |                        |
| 千葉県       | 千葉テレビ放送（チバテレ） | JAITS （首都圏トライアングル） 共同制作局 | 毎週土曜日 23:00 - 23:30 （同時ネット） | 2012年1月7日は放送なし |
| 埼玉県       | テレビ埼玉（テレ玉）       | JAITS （首都圏トライアングル） 共同制作局 | 毎週土曜日 23:00 - 23:30 （同時ネット） |                        |